# Дан одмора једног говорника
Дан одмора једног говорника је југословенски филм из 1968. године. Режирао га је Љубомир Драшкић, а сценарио је писао Брана Црнчевић.

## Улоге
| Глумац            | Улога |
| ----------------- | ----- |
| Милутин Бутковић  |       |
| Бранислав Јеринић |       |
| Никола Милић      |       |
| Ташко Начић       |       |
| Богољуб Петровић  |       |
| Славко Симић      |       |
| Рената Улмански   |       |
| Бранка Зорић      |       |
| Бранко Петковић   |       |